# Puichéric
 Puichéric  es una población y comuna francesa, en la región de Languedoc-Rosellón, departamento de Aude, en el distrito de Carcasona y cantón de Peyriac-Minervois.

## Demografía
| 1127 | 1023 | 1010 | 1056 | 1019 | 1025 |
| Para los censos de 1962 a 1999 la población legal corresponde a la población sin duplicidades (Fuente: INSEE [Consultar]) |      |      |      |      |      |